# Ibrahim Kane
Ibrahim Kane (23 giugno 2000) è un calciatore maliano, difensore del Vorskla e della nazionale maliana.

## Carriera

### Club
Cresciuto nel settore giovanile del Duguwolofila, nel 2018 si trasferisce in Europa agli ucraini del Vorskla, formazione militante nella massima serie locale.

### Nazionale
Con la nazionale maliana Under-17 ha preso parte al campionato mondiale di categoria nel 2017. Con la nazionale maliana Under-23 ha preso parte alla Coppa delle nazioni africane di categoria nel 2019. L'11 giugno 2021 ha esordito con la nazionale maliana giocando l'amichevole pareggiata 1-1 contro la RD del Congo.

## Statistiche

### Presenze e reti nei club
Statistiche aggiornate all'11 agosto 2021.
| Stagione        | Squadra         | Campionato      | Campionato | Campionato | Coppe nazionali | Coppe nazionali | Coppe nazionali | Coppe continentali | Coppe continentali | Coppe continentali | Altre coppe | Altre coppe | Altre coppe | Totale | Totale |
| Stagione        | Squadra         | Comp            | Pres       | Reti       | Comp            | Pres            | Reti            | Comp               | Pres               | Reti               | Comp        | Pres        | Reti        | Pres   | Reti   |
| --------------- | --------------- | --------------- | ---------- | ---------- | --------------- | --------------- | --------------- | ------------------ | ------------------ | ------------------ | ----------- | ----------- | ----------- | ------ | ------ |
| 2018-2019       | Vorskla         | PL              | 10         | 0          | CU              | 2               | 0               | UEL                | 2                  | 0                  |             | -           | -           | 14     | 0      |
| 2019-2020       | Vorskla         | PL              | 19         | 1          | CU              | 3               | 1               |                    | -                  | -                  |             | -           | -           | 22     | 2      |
| 2020-2021       | Vorskla         | PL              | 23         | 4          | CU              | 1               | 0               |                    | -                  | -                  |             | -           | -           | 24     | 4      |
| 2021-2022       | Vorskla         | PL              | 3          | 1          | CU              | 0               | 0               | UECL               | 2                  | 1                  |             | -           | -           | 5      | 2      |
| Totale carriera | Totale carriera | Totale carriera | 55         | 6          |                 | 6               | 1               |                    | 4                  | 1                  |             | -           | -           | 66     | 8      |

### Cronologia presenze e reti in nazionale
| Cronologia completa delle presenze e delle reti in nazionale ― Mali | Cronologia completa delle presenze e delle reti in nazionale ― Mali | Cronologia completa delle presenze e delle reti in nazionale ― Mali | Cronologia completa delle presenze e delle reti in nazionale ― Mali | Cronologia completa delle presenze e delle reti in nazionale ― Mali | Cronologia completa delle presenze e delle reti in nazionale ― Mali | Cronologia completa delle presenze e delle reti in nazionale ― Mali | Cronologia completa delle presenze e delle reti in nazionale ― Mali |
| Data                                                                | Città                                                               | In casa                                                             | Risultato                                                           | Ospiti                                                              | Competizione                                                        | Reti                                                                | Note                                                                |
| ------------------------------------------------------------------- | ------------------------------------------------------------------- | ------------------------------------------------------------------- | ------------------------------------------------------------------- | ------------------------------------------------------------------- | ------------------------------------------------------------------- | ------------------------------------------------------------------- | ------------------------------------------------------------------- |
| 11-6-2021                                                           | Tunisi                                                              | Mali                                                                | 1 – 1                                                               | RD del Congo                                                        | Amichevole                                                          | -                                                                   | 71’                                                                 |
| 15-6-2021                                                           | Radès                                                               | Tunisia                                                             | 1 – 0                                                               | Mali                                                                | Amichevole                                                          | -                                                                   | 1’                                                                  |
| Totale                                                              |                                                                     | Presenze                                                            | 2                                                                   |                                                                     | Reti                                                                | 0                                                                   |                                                                     |